# Shina
Chi Na (支那 (シナ)) là danh xưng chuyển tự Latinh từ Hán tự "支那" (Hán-Việt: Chi Na), được người Nhật sử dụng và bị nhiều người Trung Quốc coi là cách nói xúc phạm đất nước Trung Quốc. Nguyên thủy từ này được dùng một cách trung lập trong cả tiếng Trung và tiếng Nhật nhưng dần dà mang tính xúc phạm khi được dùng trong bối cảnh chiến tranh Trung-Nhật lần thứ hai.

## Tiếng Phạn
Từ Cina (चीन, IPA: /c͡çiːnə/) trong tiếng Phạn dùng để chỉ Trung Quốc đã được phiên âm thành nhiều thể đa dạng như 支那 (Chi Na), 芝那 (Chi Na), 脂那 (Chi Na) và 至那 (Chí Na). Vì thế xuất phát điểm của thuật ngữ Chi Na trong tiếng Trung là cách dịch của từ Cina. Phật giáo Trung Quốc khi lan truyền đến Nhật Bản đã mang theo từ này. Từ nguyên học truyền thống cho rằng danh xưng trong tiếng Phạn khởi thủy từ tên của nước Tần (秦), sau đó lại du nhập ngược lại Trung Quốc dưới nhiều thể khác nhau, cũng giống như từ "Tần" là gốc của từ Čīn (چین) trong tiếng Ba Tư trung đại và của từ Sina trong tiếng Latinh.

## Tiếng Trung
Một bài thơ của Đường Huyền Tông với nhan đề Đề Phạn thư (tiếng Trung: 題梵書, nghĩa là "Lời mở đầu cho cuốn sách tiếng Phạn") đã dùng từ 支那 để chỉ Trung Quốc:

毫立蛇形勢未休，

五天文字鬼神愁。

支那弟子無言語，

穿耳胡僧笑點頭。

Hào lập xà hình thế vị hưu, 

Ngũ thiên văn tự quỷ thần sầu. 

Chi Na đệ tử vô ngôn ngữ, 

Xuyên nhĩ hồ tăng tiếu điểm đầu.

Ban đầu thuật ngữ Chi Na không có ngụ ý chính trị gì. Thực tế là trước thời Dân quốc, thuật ngữ Chi Na được coi là một trong những danh xưng "chịu ảnh hưởng của phương Tây nhưng tổng quát hóa, căn bản trung lập dùng để chỉ Trung Quốc. Các nhà cách mạng như Tôn Trung Sơn, Tống Giáo Nhân, Lương Khải Siêu có dùng từ này. Cả tiếng Trung trong văn chương và cuộc sống thường ngày cũng sử dụng. Từ này được cho là đã "vượt khỏi phạm vi chính trị bằng cách tránh tham chiếu đến một triều đại nhất định (nhà Tần) hay tránh phải gọi Trung Quốc là Thanh quốc (Shinkoku). Tuy nhiên khi nhà Thanh bị đánh đổ vào năm 1911, đa số dân chúng Trung Quốc coi Chi Na là từ ngoại lai và yêu cầu Nhật Bản phải đổi sang gọi là "Trung Hoa Dân Quốc" hoặc đơn giản là "Trung Quốc".

## Tiếng Latinh
Thuật ngữ Latinh để chỉ Trung Quốc là Sinae, dạng số ít là Sina. Khi học giả Arai Hakuseki của Nhật chất vấn nhà truyền giáo người Italia Giovanni Battista Sidotti vào năm 1708, ông để ý rằng từ Sinae (dạng số nhiều) được Sidotti dùng để chỉ Trung Quốc, tương tự cách dùng Chi Na (支那) của Nhật Bản. Từ đó ông bắt đầu dùng từ này để chỉ Trung Quốc cho dù triều đại nào cai trị đất nước này đi chăng nữa. Từ thời kỳ Minh Trị, từ Chi Na được dùng rộng rãi như một cách dịch thuật ngữ China của phương Tây. Chẳng hạn, môn Hán học (Sinology) được dịch là Shinagaku (tiếng Nhật: 支那学; Hán-Việt: Chi Na học).

## Tiếng Nhật

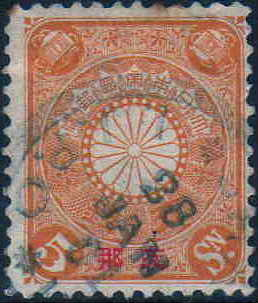
Một con tem 5 sen của bưu chính Nhật Bản, phát hành năm 1900, trên đó có từ Chi Na.

Chiến tranh Trung-Nhật lần thứ nhất (1894-1895) đã khơi lên quan niệm rằng từ Chi Na có sắc thái tiêu cực đối trong cộng đồng người Trung Quốc. Tuy nhiên dù ít dù nhiều từ này vẫn tiếp tục mang nghĩa trung lập, ví dụ có một phái Phật giáo tên là "Chi Na nội học viện" (tiếng Trung: 支那內學院) được thành lập vào năm 1922 ở Nam Kinh. Vào lúc đó, từ Chi Na phổ biến trong tiếng Nhật cũng như từ China trong tiếng Anh. Sắc thái tiêu cực biểu hiện nếu thêm vào các tính từ, chẳng hạn bōgyakunaru shinahei (暴虐なる支那兵, nghĩa là "(những) tên binh sĩ Chi Na bạo ngược"), hoặc dùng các thuật ngữ xúc phạm như chankoro (チャンコロ, bắt nguồn từ cách tiếng Mân Nam Đài Loan đọc chệch 清國奴 (Hán-Việt: Thanh quốc nô, nghĩa là "nô lệ của nhà Thanh"), được dùng để chỉ người Trung Quốc).
Các văn bản Nhật Bản chính thức dùng thuật ngữ Shina Kyōwakoku (支那共和国, Hán-Việt: Chi Na Cộng hòa quốc) từ năm 1913 đến 1930, trong khi văn bản Trung Quốc thì dùng tên Trung Hoa Dân Quốc (tiếng Trung: 中華民國). Shina Kyōwakoku là cách dịch từ tên tiếng Anh Republic of China, trong khi phát âm của tên gọi Trung Hoa Dân Quốc theo tiếng Nhật phải là Chūka Minkoku. Phía Trung Quốc gây sức ép không chính thức lên Nhật Bản vì muốn nước này dùng cách gọi sau nhưng Nhật Bản từ chối. Bốn lý do mà nước này từ chối dùng Chūka Minkoku là: (1) thuật ngữ mang nghĩa Trung Quốc là "trung tâm thế giới" thật là kiêu căng; (2) các quốc gia phương Tây dùng từ China; (3) Shina là tên gọi phổ biến trong tiếng Nhật trong nhiều thế kỷ và (4) ở miền tây Nhật Bản đã có địa danh Chūgoku (phiên âm Hán-Việt cũng là "Trung Quốc"). Năm 1930, Nhật Bản chính thức dùng tên gọi Chūka Minkoku để chỉ Trung Hoa Dân Quốc nhưng từ Shina vẫn phổ biến suốt các thập niên 1930 và 1940.

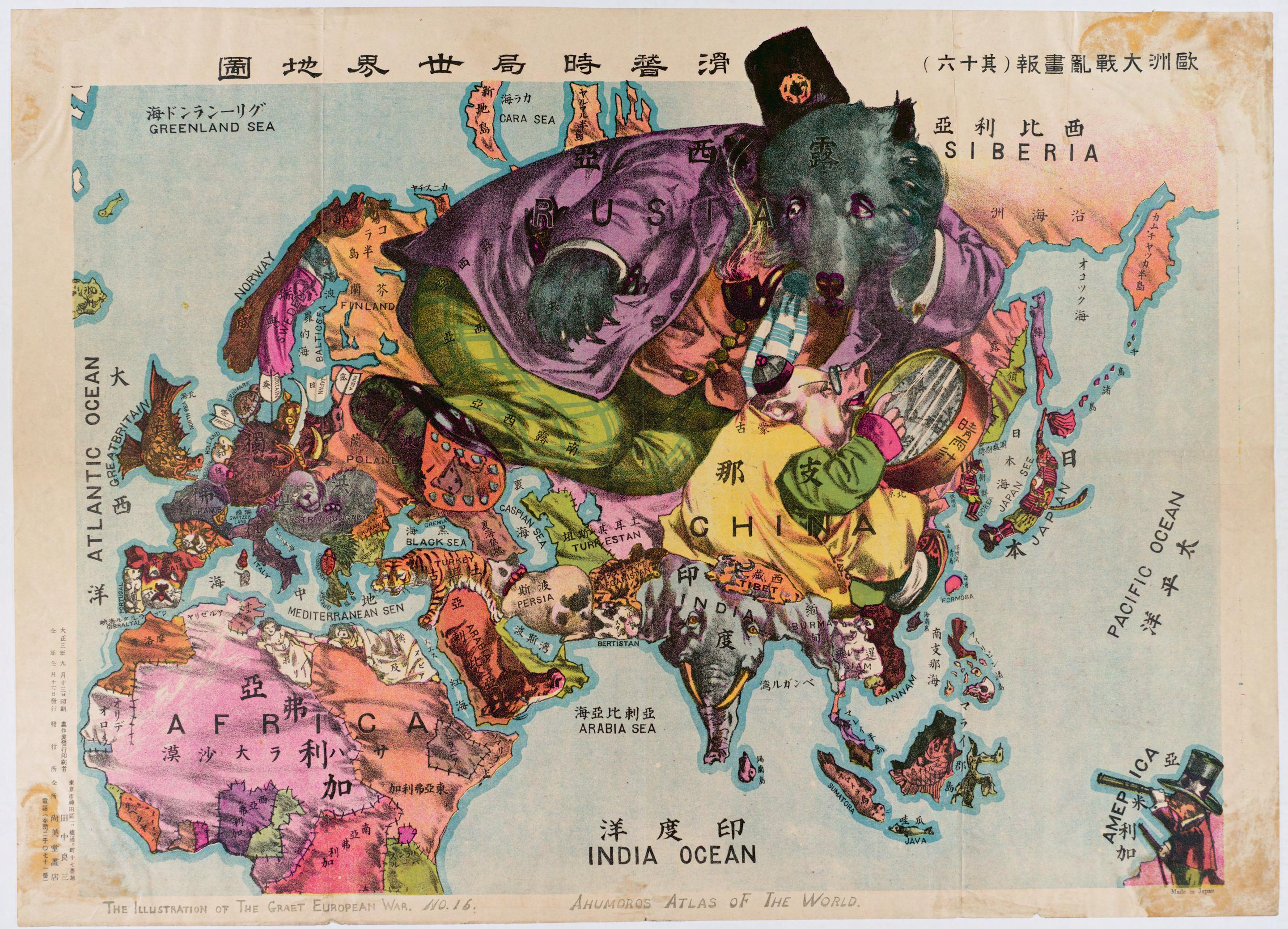
Một bản đồ hài hước của Nhật Bản, in năm 1914, trên đó khắc họa các quốc gia như là những loài động vật: Trung Quốc (Chi Na) bị vẽ là con lợn đang xem phong vũ biểu
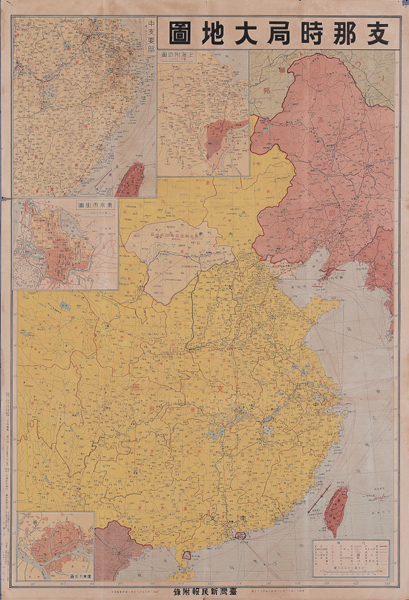
Bản đồ Trung Quốc do Nhật Bản vẽ, in năm 1937, dùng từ Chi Na để chỉ Trung Quốc.
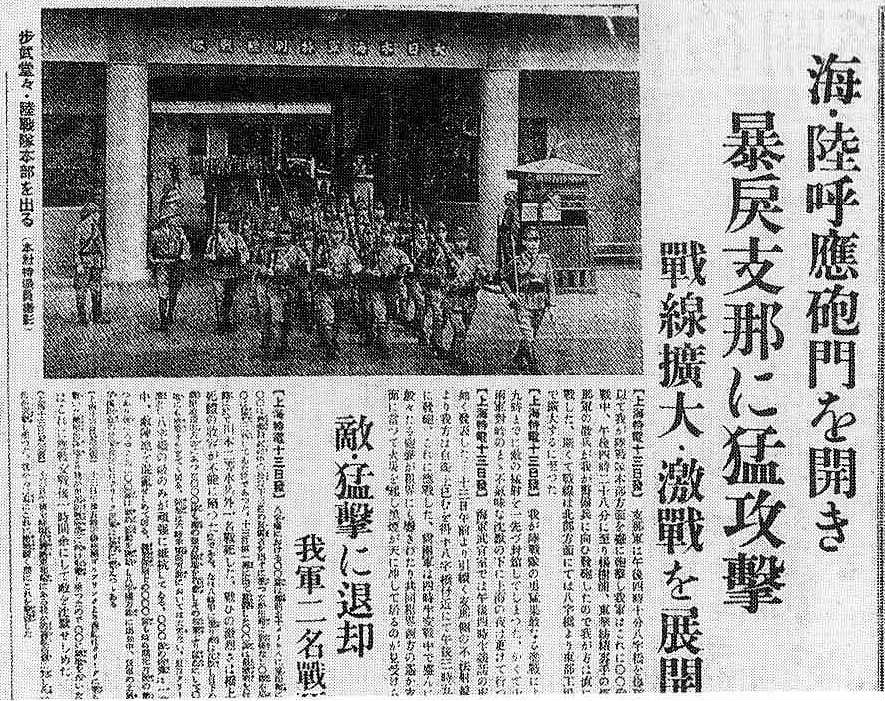
Báo Asahi Shimbun loan tin về biến cố Thượng Hải ngày 14 tháng 8 năm 1937, gọi Trung Hoa Dân Quốc là Bạo lệ Chi Na (Chi Na hung ác).